# Waylon (zanger)
Waylon, artiestennaam van Willem Bijkerk (Apeldoorn, 20 april 1980), is een Nederlandse zanger.
Bijkerk heeft zichzelf vernoemd naar zijn idool Waylon Jennings. In 2008 brak hij door met zijn album Wicked ways. Met Ilse DeLange was hij als The Common Linnets de Nederlandse inzending voor het Eurovisiesongfestival 2014. Ze behaalden de tweede plaats. Als soloartiest vertegenwoordigde hij Nederland ook op het Eurovisiesongfestival 2018, waar hij achttiende werd.

## Biografie

### Beginjaren
Bijkerk begon zijn muzikale carrière op jonge leeftijd. Van jongs af aan was hij geïnspireerd door countrymuziek en drumde hij in/met de band West Virginian Railroad. Onder de naam Young Waylon (later veranderd naar Waylon Young) bracht hij in 1994 zijn eerste cassette uit (Still Growing), twee jaar later gevolgd door het album Watching The Way. Samen met Carlo en Irene was hij te zien in het programma Telekids, waar hij het refrein inzong van het nummer Harry de Hengst. Hij tekende in 1997 bij EMI en mocht in Nashville een plaat opnemen, die er echter niet kwam.
Na het album Hard To Be (1999) woonde en werkte Bijkerk in 2001 een jaar in de Verenigde Staten, waar hij ook optrad in de show van zijn idool Waylon Jennings, met wie hij ook werkte. Jennings overleed en Bijkerk keerde terug naar Nederland. Hij trouwde op jonge leeftijd, werd in 2002 vader van een zoon en scheidde vervolgens na drie jaar huwelijk.
Hij kreeg les van Lisa Boray en begon, na teruggekeerd te zijn uit Amerika, bij de coverband Santa Rosa. Ook zong hij in de band Millstreet.
Waylon nam in 2005 samen met Rachel Kramer als het duo 'Rachel & Waylon' deel aan de voorronden van het Nationaal Songfestival. In eerste instantie zou worden gekozen voor het Engelstalige nummer Lovers Fight Delight, maar later werd besloten met het nummer Leven als een beest mee te doen. Winnaar van het Nationaal Songfestival werd Glennis Grace.

### Doorbraak
Waylon nam in 2008 deel aan het eerste seizoen van Holland's Got Talent op SBS6. Hij maakte tijdens zijn auditie indruk door het nummer It's a Man's Man's Man's World te zingen van James Brown. Juryleden Henkjan Smits en Patricia Paay waren lovend. Smits stelde dat wanneer zangers als Waylon op het podium staan, jureren 'het mooiste vak is wat er is'. Daarna behaalde Waylon een plaats in de finale.
Waylon viel ondanks zijn verlies op, en een jaar later bracht platenmaatschappij Universal Music hem als eerste Nederlander onder bij het Motown-label. Zijn eerste single Wicked way verscheen op 7 augustus 2009, een voorproefje van het bijna gelijknamige album Wicked ways, dat later die maand verscheen. Waylon scoorde met Wicked way direct een Alarmschijf, waarna het nummer in de top 10 van de Nederlandse Top 40 terechtkwam.
In april 2010 won Waylon zijn eerste muziekprijs, namelijk een 3FM Award in de categorie 'Beste nieuwkomer'. Een maand later ontving hij in het tv-programma De Wereld Draait Door een gouden plaat voor zijn debuutalbum. In juni 2010 was Waylon een van de winnaars van de laatste TMF Awards. De zanger won de Borsato Award, een prijs voor nieuw talent. De prijs werd hem door de naamgever Marco Borsato uitgereikt, tijdens het TMF Awards Festival in het Volkspark te Enschede.
In oktober 2011 lanceerde Waylon The Escapist, de eerste single van zijn tweede album After all, dat op 3 november verscheen. Daarna volgden de singles Lose it en Lucky night. Hoewel de cd matig scoorde in de hitlijsten, voegde Waylon zich bij de gevestigde namen. Zo werd hij in april 2012 uitgeroepen tot beste zanger bij de 3FM Awards.

### Eurovisiesongfestival 2014

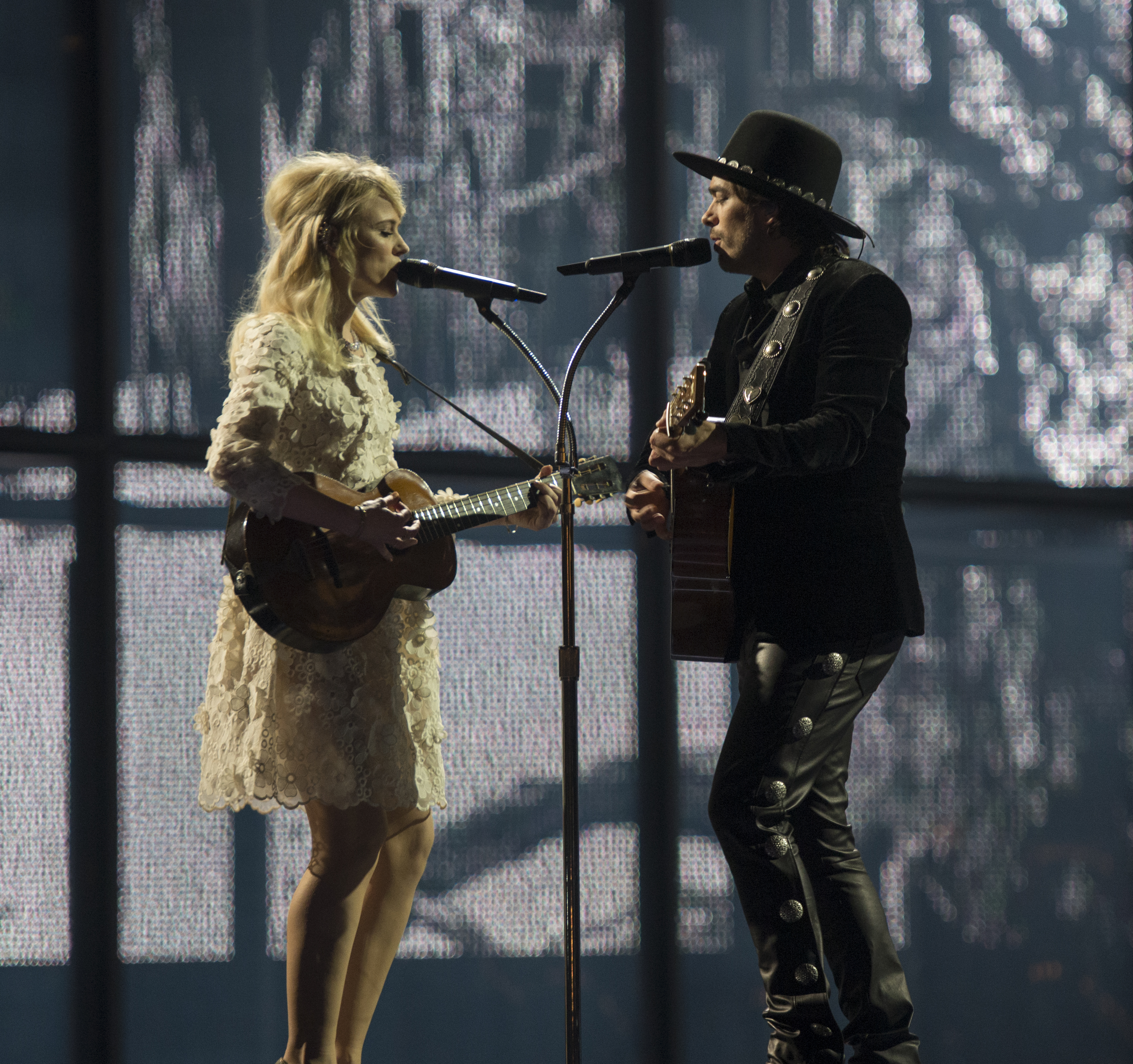
The Common Linnets tijdens de repetitie voor de halve finale van het Eurovisiesongfestival 2014

Samen met zangeres Ilse DeLange was hij de Nederlandse afvaardiging voor het Eurovisiesongfestival 2014 in Kopenhagen. De twee vormden het duo The Common Linnets en brachten het country/bluegrass-nummer Calm after the storm ten gehore. DeLange en Waylon zouden samen de tekst schrijven, maar nadat een schrijfsessie na de eerste zin, van de hand van Waylon, was afgebroken, maakten DeLange en Meijers het nummer af. Waylon benadrukte dat het eren van zijn countryhelden - Waylon Jennings, Johnny Cash, Willie Nelson - voor hem de reden was om mee te doen Op 10 mei werden ze tweede met 238 punten, achter Conchita Wurst, die voor Oostenrijk 290 punten behaalde.
Het optreden op 21 juni 2014 in De Grolsch Veste in Enschede op Tuckerville was na het Eurovisiesongfestival het enige muzikale samenzijn met DeLange als The Common Linnets. Waylon schreef op 28 mei 2014 op zijn Facebookpagina dat hij alleen met The Common Linnets verder wilde op basis van gelijkwaardige creatieve inbreng. Na afloop van het concert in Enschede verliet Waylon de groep definitief.

### Derde en vierde album, TVOH
Waylons derde studioalbum, Heaven after midnight, verscheen in september 2014. De zanger werkte op eigen kosten in Nashville en Hollywood aan de plaat met onder anderen Bruce Gaitsch, een Amerikaanse liedjesschrijver en producent die eerder schreef voor Chicago en Madonna.
Eind 2016 bracht Waylon onaangekondigd het veelzijdige album Seeds uit. Een aantal nummers had hij de maanden ervoor al gespeeld in RTL Late Night. De discosingle Our Song werd een bescheiden hit. Ook ging een jaarlijkse reeks Ahoy-concerten van start met covers van noteringen uit de Radio Veronica Top 1000 allertijden.
Sinds seizoen 7 in 2016 is Waylon te zien op RTL 4 als coach in The Voice of Holland. Hij coachte onder andere de winnares Pleun Bierbooms (2016/2017) en de winnaar van het negende seizoen Dennis van Aarssen (2018/2019). Tevens was Waylon van 2016 tot 2017 een van de drie coaches in It Takes 2, in 2019 keerde hij terug als coach. In seizoen 2 won realityster Bibi Breijman de finale, die door Waylon werd gecoacht.

### Eurovisiesongfestival 2018, vijfde album

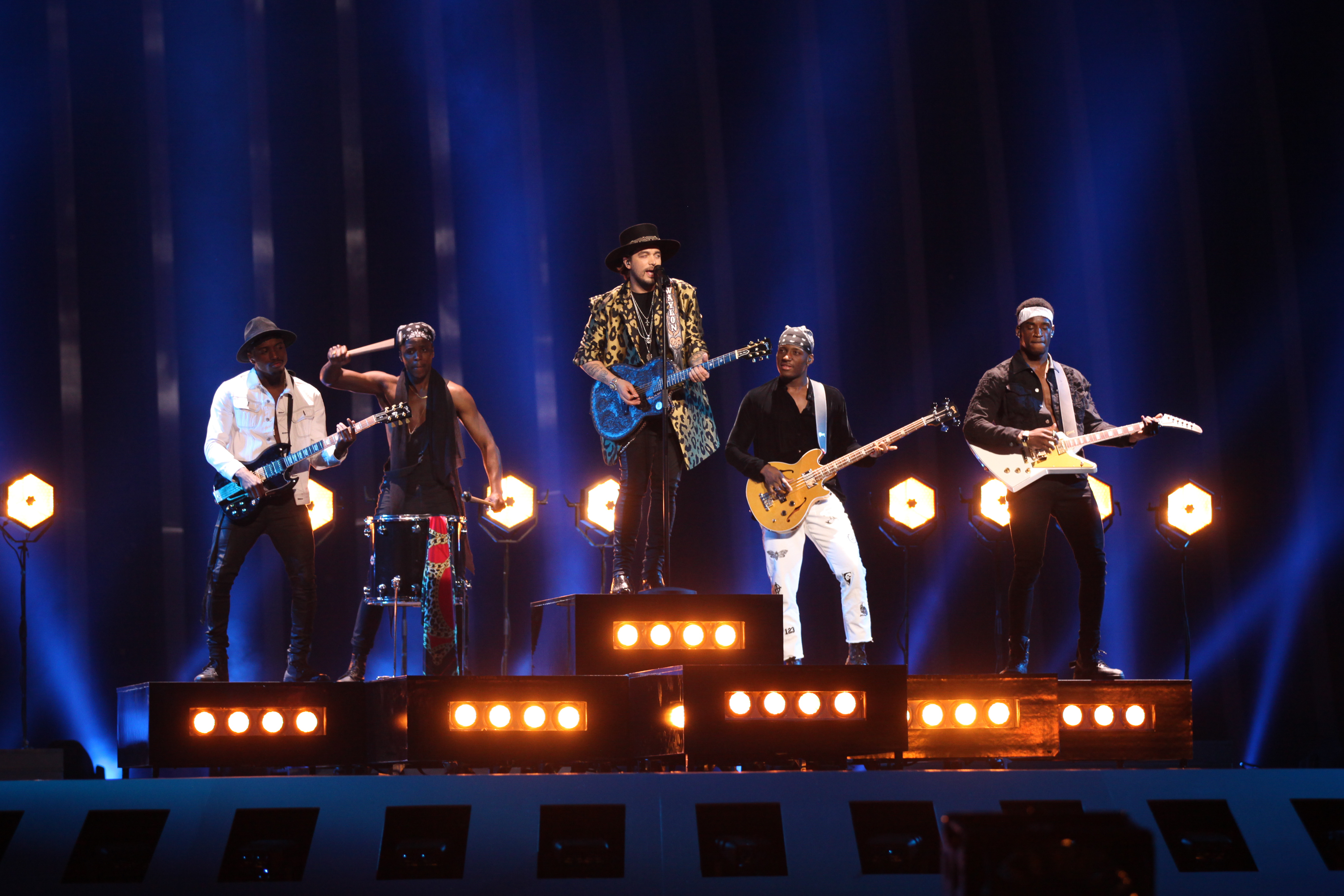
Waylon op het Eurovisiesongfestival 2018

Vier jaar na zijn eerste deelname aan het Eurovisiesongfestival (als deel van The Common Linnets), maakte AVROTROS in november 2017 bekend dat het Waylon intern had geselecteerd om Nederland solo te vertegenwoordigen op het Eurovisiesongfestival 2018. Vanaf 23 februari 2018 trad Waylon vijf uitzendingen achter elkaar op in het televisieprogramma De Wereld Draait Door, waarbij hij telkens een potentiële inzending liet horen. De keuze voor het winnende lied had hij echter vooraf al gemaakt. Op 2 maart 2018 onthulde Waylon in De Wereld Draait Door dat zijn keuze gevallen was op Outlaw in 'em. Tijdens de repetities in Lissabon baarde vooral zijn act opzien, waarbij hij omringd werd door vier krumping-dansers. Tegelijkertijd besloot Waylon tot een boycot van een deel van de Nederlandse pers, zoals De Telegraaf en het AD, omdat die volgens de zanger zijn optredens te negatief zouden benaderen.
Waylon kwalificeerde zich uiteindelijk voor de finale van het songfestival, waarin hij met 121 punten achttiende werd.
Op 13 april 2018 verscheen zijn vijfde album The world can wait. In juni gaf Waylon een verrassingsoptreden in RTL Late Night; hij zong Thanks but no thanks, een van de andere geselecteerde nummers voor het Eurovisiesongfestival, voor de vertrekkende presentator Humberto Tan.
Als voorproefje van zijn derde reeks Top 1000-concerten verscheen Waylon in november in De Wereld Draait Door met zijn versie van de Meat Loaf-klassieker Paradise by the Dashboard Light.

### Zesde album
In 2019 keerde Waylon na een jaar afwezigheid terug als professional in het programma It Takes 2. Ook presenteerde hij de tweede aflevering van DWDD Summerschool welke gewijd was aan de countryartiesten die tot de Outlaw-beweging worden gerekend. Daarna begon Waylon aan een theatertournee rond dit thema; My Heroes Have Always Been Cowboys. In december 2019 bracht hij zijn zesde album Human uit, en verscheen hij in The Roast of Ali B.

### Nederlandstalig
Begin 2020, vlak voor de coronacrisis, maakte Waylon bekend dat zijn volgende concertreeks in Ahoy zou worden gewijd aan de Nederpop. Op 10 maart vertolkte hij in de De Wereld Draait Door een nieuw nummer dat hij samen schreef met Doe Maar-lid Henny Vrienten; Afscheid zonder pijn. In de afscheidsweek van deze talkshow zong Waylon met Willeke Alberti een duetversie van haar hit Samen zijn; ze werden begeleid door pianist Wibi Soerjadi.
Waylon was een van de insprekers en zanger van de film 2 kleine kleutertjes: Een dag om nooit te vergeten. Het album met liedjes werd uitgebracht in november 2021, de film ging in april 2022 in première.
In oktober 2022 verscheen Waylons eerste Nederlandstalige album, getiteld Gewoon Willem. De eerste single van dit album, Het leven is te kort, was een jaar eerder al uitgebracht. De tweede single werd Tussen jou en mij, een duet met Jan Smit dat de gouden status behaalde.

## Privé
Sinds november 2017 heeft Waylon een relatie met de Nederlandse zangeres Bibi Breijman. De twee leerden elkaar kennen tijdens de tv-opnames van het RTL 4-programma It Takes 2, waar Breijman als deelneemster te zien was en Waylon als coach.  Samen hebben ze een dochter en twee zoons. Waylon heeft ook een zoon uit een eerdere relatie.

## Discografie

### Albums
| Album met eventuele hitnotering(en) in de Nederlandse Album Top 100 | Datum van verschijnen | Datum van binnenkomst | Hoogste positie | Aantal weken | Opmerkingen                                        |
| ------------------------------------------------------------------- | --------------------- | --------------------- | --------------- | ------------ | -------------------------------------------------- |
| Still growing                                                       | 1994                  | -                     |                 |              | als Young Waylon                                   |
| Watching the way                                                    | 1996                  | -                     |                 |              | als Waylon Young                                   |
| Hard to be                                                          | 1997                  | -                     |                 |              | als Waylon Young                                   |
| Wicked ways                                                         | 28-08-2009            | 05-09-2009            | 3               | 80           | Platina                                            |
| After all                                                           | 03-11-2011            | 12-11-2011            | 8               | 40           |                                                    |
| Heaven after midnight                                               | 05-09-2014            | 13-09-2014            | 1(1wk)          | 16           |                                                    |
| Seeds                                                               | 19-11-2016            | 26-11-2016            | 7               | 16           |                                                    |
| The world can wait                                                  | 15-04-2018            | 20-04-2018            | 1(1wk)          | 12           |                                                    |
| Human                                                               | 29-11-2019            | 07-12-2019            | 6               | 12           |                                                    |
| 2 kleine kleutertjes: Een dag om nooit te vergeten                  | 05-11-2021            | -                     |                 |              | samen met de stemmencast voor de gelijknamige film |
| Gewoon Willem                                                       | 21-10-2022            | 29-10-2022            | 33              | 2            |                                                    |

| Album met hitnotering(en) in de Vlaamse Ultratop 200 albums | Datum van verschijnen | Datum van binnenkomst | Hoogste positie | Aantal weken | Opmerkingen |
| ----------------------------------------------------------- | --------------------- | --------------------- | --------------- | ------------ | ----------- |
| The world can wait                                          | 2018                  | 19-05-2018            | 107             | 1            |             |

### Singles
| Single met eventuele hitnotering(en) in de Nederlandse Top 40 | Datum van verschijnen | Datum van binnenkomst | Hoogste positie | Aantal weken | Opmerkingen                                                          |
| ------------------------------------------------------------- | --------------------- | --------------------- | --------------- | ------------ | -------------------------------------------------------------------- |
| Wicked way                                                    | 07-08-2009            | 15-08-2009            | 10              | 11           | Nr. 8 in de Single Top 100 / Alarmschijf                             |
| Hey                                                           | 2009                  | 07-11-2009            | tip4            | -            | Nr. 43 in de Single Top 100                                          |
| Happy song                                                    | 2010                  | 15-05-2010            | 25              | 6            | Nr. 46 in de Single Top 100                                          |
| Nothing to lose                                               | 2010                  | 07-08-2010            | tip14           | -            |                                                                      |
| The escapist                                                  | 2011                  | 15-10-2011            | 31              | 4            | Nr. 27 in de Single Top 100                                          |
| Lose it                                                       | 2012                  | 25-02-2012            | tip2            | -            | Nr. 43 in de Single Top 100                                          |
| Lucky night                                                   | 2012                  | 09-06-2012            | tip18           | -            |                                                                      |
| Giving up easy                                                | 2014                  | 01-02-2014            | tip18           | -            |                                                                      |
| Grasping song                                                 | 02-03-2014            | -                     |                 |              | Nr. 42 in de Single Top 100                                          |
| Calm after the storm                                          | 13-03-2014            | 17-05-2014            | 2               | 13           | met The Common Linnets                                               |
| Love drunk                                                    | 2014                  | 16-08-2014            | tip2            | -            | Nr. 68 in de Single Top 100                                          |
| Mis je zo graag                                               | 2016                  | 09-01-2016            | tip1            | -            | met Claudia de Breij / Nr. 72 in de Single Top 100                   |
| Outlaw in 'em                                                 | 02-03-2018            | 19-05-2018            | 37              | 2            | Inzending Eurovisiesongfestival 2018 / Nr. 40 in de Single Top 100   |
| Het leven is te kort                                          | 2021                  | 11-09-2021            | tip19           | -            |                                                                      |
| Tussen jou en mij                                             | 2022                  | 23-07-2022            | 31              | 7            | met Jan Smit (als Willem & Jan) / Nr. 55 in de Single Top 100 / Goud |

| Single met hitnotering(en) in de Vlaamse Ultratop 50 | Datum van verschijnen | Datum van binnenkomst | Hoogste positie | Aantal weken | Opmerkingen          |
| ---------------------------------------------------- | --------------------- | --------------------- | --------------- | ------------ | -------------------- |
| Mis je zo graag                                      | 2016                  | 23-01-2016            | tip23           | -            | met Claudia de Breij |
| Our song                                             | 2016                  | 17-12-2016            | tip16           | -            |                      |
| Outlaw in 'em                                        | 2018                  | 24-03-2018            | tip40           | -            |                      |

### NPO Radio 2 Top 2000
| Nummers met noteringen in de NPO Radio 2 Top 2000 | '10 | '11 | '12  | '13  | '14  | '15 | '16 | '17  | '18 | '19  | '20-'21 | '22  |
| ------------------------------------------------- | --- | --- | ---- | ---- | ---- | --- | --- | ---- | --- | ---- | ------- | ---- |
| Mis je zo graag (met Claudia de Breij)            | ×   | ×   | ×    | ×    | ×    | ×   | -   | -    | -   | -    | -       | 1915 |
| Outlaw in 'em                                     | ×   | ×   | ×    | ×    | ×    | ×   | ×   | ×    | -   | 1552 | -       | -    |
| Wicked Way                                        | 723 | 831 | 1344 | 1677 | 1439 | -   | 820 | 1420 | -   | -    | -       | -    |

1. ↑  Een '-' betekent dat het nummer niet was genoteerd, een '×' betekent dat het nummer nog niet was uitgebracht en een vetgedrukt getal geeft de hoogste notering van een nummer aan.
2. ↑  2010 was het eerste jaar met een notering voor Waylon.
3. ↑  Deze tabel is bijgewerkt tot en met de laatste editie (2024).

## Filmografie
| Films als stem acteur | Films als stem acteur                              | Films als stem acteur |
| Jaar                  | Productie                                          | Rol                   |
| --------------------- | -------------------------------------------------- | --------------------- |
| 2022                  | 2 kleine kleutertjes: Een dag om nooit te vergeten | Oom Bob               |